# Mike's Super Short Show
Mike's Super Short Show (también conocido como Super Short Show en algunos países) fue una serie corta de Disney Channel. De dos minutos de duración, tenía como presentadores a Michael Alan Johnson y a Alyson Stoner, quienes promocionaban próximos DVD de Disney, así como clips y entrevistas con las estrellas. Se transmitió en Disney Channel y en Toon Disney desde enero de 2002 hasta diciembre de 2006 en diversos horarios. Fue cancelado en enero de 2007 y reemplazado por Disney's Really Short Report. Aunque nunca se transmitió en Disney Channel Latinoamérica, su contenido era similar al transmitido en Disney Planet.

## Personajes
- Mike Johnson (Michael Alan Johnson), presentador y principal entrevistador en el programa.
- Sally Johnson (Alyson Stoner), hermana de Mike, copresentadora.
- Scooter era el nombre de su perro, que hacía apariciones ocasionales.
- "Papá" apareció en numerosos episodios, pero su cara siempre aparecía tapada por varios objetos.
- "Mamá" ha sido referida como la mujer que lleva la cámara en algunos episodios.